# Fernando Jiménez (strzelec)
Fernando Arturo Jiménez González (ur. 11 maja 1905 w Vega Baja, zm. 22 października 1987 w Caguas)– portorykański strzelec, olimpijczyk.
Brał udział w Letnich Igrzyskach Olimpijskich 1956 (Melbourne). Startował w jednej konkurencji, w której zajął 31. miejsce.
Zdobył srebrny medal w konkurencji skeet drużynowo na igrzyskach Ameryki Środkowej i Karaibów w 1966 w San Juan. 

## Wyniki olimpijskie
| Igrzyska | Konkurencja | Wynik       | Miejsce    | Źródło |
| -------- | ----------- | ----------- | ---------- | ------ |
| IO 1956  | Trap        | 126 punktów | 31 (na 32) | [ 3 ]  |